# David M. Alexander

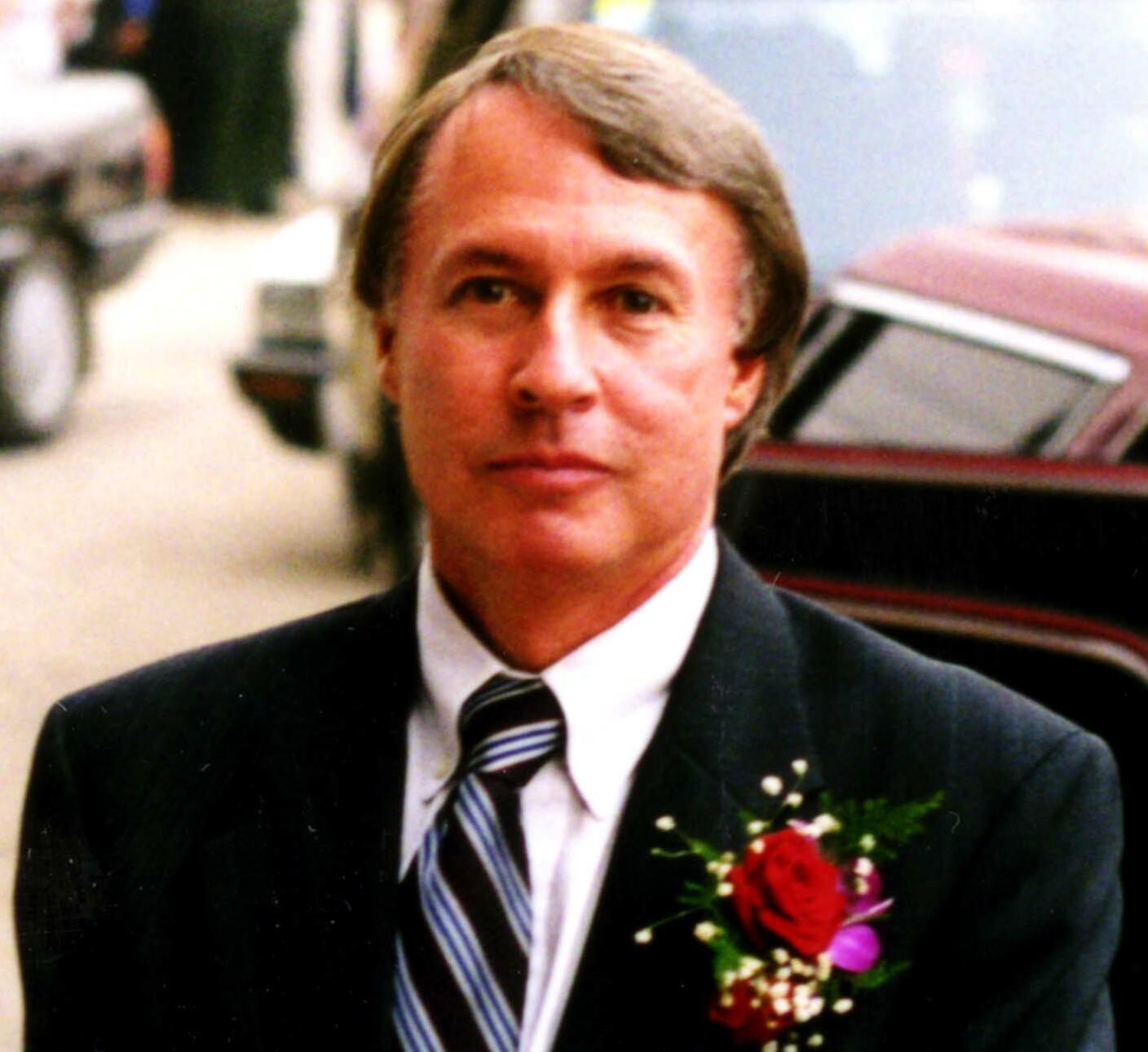
David M. Alexander

David M. Alexandru, născut în 1945, upstate New York, este un scriitor american de literatură science-fiction (romanele Fane și Spy Chocolate) și de mister (My Real Name Is Lisa).  

## Lucrări

### Romane
- The Chocolate Spy (1978)
- Fane (1981):
  - altă denumire: The Accidental Magician (2010) [numai sub pseudonimul David Grace ]

### Romane de mister
- My Real Name is Lisa (1996) [numai sub pseudonimul David Alexander ]
- The Eyes of the Blind (2003) [numai sub pseudonimul David Grace ]

### Serii de Ficțiune scurtă
- Isaiah Howe
  - Finder's Fee (1997) cu Hayford Peirce [pseudonime folosite: Hayford Peirce și David Alexander ]
  - Elephants' Graveyard (1999) cu Hayford Peirce [pseudonime folosite: David Alexander și Hayford Peirce ]

### Ficțiune scurtă
- Best of Breed (1994) cu Hayford Peirce [pseudonime folosite: Hayford Peirce și David Alexander ]
- Felony Stupid (1997) [numai sub pseudonimul David Alexander ]
- Tramp (1998) [numai sub pseudonimul David Alexander ]
- Shrink Wrapped (1998) [numai sub pseudonimul David Alexander ]
- The Human Dress (2003) [numai sub pseudonimul David Alexander ]
- Forever Mommy (2008) [numai sub pseudonimul David Grace ]

### Esee
- Creamy Pasta Sauce (1996)